# Suisse aux Jeux olympiques d'été de 1992
La Suisse participe aux Jeux olympiques d'été de 1992 à Barcelone, en Espagne. Elle y remporte une médaille d'or, celle du joueur de tennis Marc Rosset, se classant à la 37e place au tableau des médailles. Le gymnaste Daniel Giubellini est le porte-drapeau d'une délégation suisse comptant 102 sportifs (73 hommes et 29 femmes).

## Médaille
| Médaille                       | Nom         | Sport  | Compétition      |
| ------------------------------ | ----------- | ------ | ---------------- |
| Médaille d'or, Jeux olympiques | Marc Rosset | Tennis | Simple messieurs |